# TAZAMA
Il TAZAMA, acronimo dell'espressione Tanzania Zambia Mafuta ("mafuta" in swahili significa "petrolio"), è un oleodotto lungo circa 1 710 chilometri atto a trasportare greggio dal porto di Dar-es-Salaam, in Tanzania, alla raffineria di petrolio Indeni di Ndola, in Zambia.

## Panoramica
Il TAZAMA è stato costruito tra il 1966 e il 1968 dalle italiane Snamprogetti e Saipem, entrambe controllate di Eni, con lo scopo di trasportare petrolio greggio allo Zambia, paese privo di sbocchi sul mare, a un costo economico accessibile e sostenibile. Come detto, esso si estende dal porto di Der-es-Salaam, sull'oceano Indiano, fino alla città industriale di Ndola, nella provincia zambiana di Copperbelt, vicino al confine con la Repubblica Democratica del Congo, snodandosi per circa 1 710 chilometri e passando attraverso o vicino alle località di Morogoro, Epass, Iringa, Mbeya, Chinsali, Kalonje.
Un tempo il TAZAMA riforniva di greggio anche la Tanzanian and Italian Petroleum Refinery (TIPER), una raffineria di petrolio di Dar-es-Salaam gestita dal 1966, anno della sua costruzione, al 1999 dal governo tanzaniano e dall'Agip, e dal 2000 trasformata in un deposito carburanti con proprietà divisa tra il governo e la Svizzera Oryx Energies.
Dopo i primi 954 km di percorso, il TAZAMA passa da un diametro di circa 200 mm, ossia 8 pollici, a un diametro di circa 300 mm, ossia 12 pollici.
L'infrastruttura associata al TAZAMA, gestita, come l'oleodotto stesso, dalla TAZAMA Pipelines Limited, un'azienda posseduta al 66,7% del governo dello Zambia e al 33,3% da quello della Tanzania, comprende il parco serbatoi di Dar-es-Salaam, costituito da sei serbatoi di stoccaggio a terra, per una capacità totale di 77 000 000 di litri, più 7 stazioni di pompaggio distribuite lungo il percorso, cinque in territorio tanzaniano e due in territorio zambiano.
Quando fu installato il gasdotto aveva una capacità di carico di 1 100 000 tonnellate l'anno, tuttavia nel 2002 tale capacità era scesa a 600 000 tonnellate l'anno. Una tale diminuzione è da imputare all'età dell'impianto e alla mancanza di una manutenzione regolare, che hanno portato al proliferare della corrosione e quindi allo sviluppo di perdite, la cui mancata riparazione ha a sua volta inevitabilmente condotto a un problema riguardante l'impatto ambientale della struttura.
A partire dal 2021, come parte del piano di riforma del Presidente zambiano Hakainde Hichilema, lo Zambia ha smesso di importare materie prime grezze ed è passato all'importazione di prodotti petroliferi raffinati attraverso Dar-es-Salaam, Mozambico, Sudafrica e Namibia, rendendo così obsoleto l'oleodotto TAZAMA. Tuttavia, dato l'incremento della richiesta di prodotti petroliferi da parte dello Zambia, nel 2023 i due paesi hanno concordato la necessità di un ripristino della struttura e degli impianti ausiliari, convertendola probabilmente al trasporto del gasolio.
Oltre a questo, nel 2022 i due governi hanno anche iniziato a costruire un nuovo oleodotto atto al trasporto di prodotti già raffinati dalla Tanzania allo Zambia. Il nuovo oleodotto, una volta finito, dovrebbe snodarsi all'incirca lungo lo stesso percorso del TAZAMA e avere un costo di circa 1,5 miliardi di dollari statunitensi.